# Nikołaj Zujew
Nikołaj Aleksiejewicz Zujew, ros. Николай Алексеевич Зуев (ur. w 1892, zm. 22 stycznia 1953 w Nowym Jorku) – rosyjski wojskowy (pułkownik), emigracyjny działacz wojskowy, współpracownik Abwehry podczas II wojny światowej.
Po wybuchu wojny rosyjsko-japońskiej wstąpił ochotniczo do armii carskiej w wieku 13 lat. Służył w Samodzielnym Korpusie Straży Pogranicznej Zaamurskiego Okręgu Wojskowego. Dwukrotnie przedzierał się z depeszami do dowództwa rosyjskiego z oblężonego przez Japończyków Portu Artur. W czasie jednej z akcji kurierskich dostał się do niewoli, ale zdołał zbiec i powrócić do pozycji rosyjskich. Po zakończeniu wojny Nikołaj A. Zujew ukończył korpus kadetów w Symbirsku, a następnie michajłowską szkołę artyleryjską. Brał udział w I wojnie światowej. Służył w Syberyjskiej Brygadzie Artylerii. Dwukrotnie był ranny. W 1918 r. wstąpił do nowo formowanych wojsk Białych gen. Antona I. Denikina. Walczył w szeregach załogi pociągu pancernego „Oficer”, zostając jego dowódcą. Po mianowaniu na stopień pułkownika objął dowództwo jednego z dywizjonów pociągów pancernych. W połowie października 1920 r. wraz z wojskami Białych został ewakuowany z Krymu do Gallipoli. Na emigracji zamieszkał w Bułgarii. Następnie przeniósł się do Paryża, gdzie pracował jako szofer taksówki. Jednocześnie działał w Rosyjskim Związku Ogólnowojskowym (ROWS). W latach 1927–1938 jako członek Bojowej Organizacji gen. Aleksandra P. Kutiepowa cztery razy nielegalnie przechodził do ZSRR z zadaniami wywiadowczo-dywersyjnymi. Według artykułu W. N. Butkowa pt.: „Biełyje diwiersanty iz kadietow protiw SSSR”, opublikowanego w 1996 r. w piśmie „Kadietskaja pieriekliczka” pod koniec lat 30. przedostał się do Leningradu, gdzie miał udawać pułkownika Armii Czerwonej w sztabie Leningradzkiego Okręgu Wojskowego. Do jego zadań miało należeć przygotowywanie powstania „czerwonych dowódców” przeciwko reżimowi stalinowskiemu. W 1936 r. zorganizował bułgarski oddział Wyższych Wojskowych Kursów Naukowych, po czym prowadził kursy wywiadowcze dla emigranckiej młodzieży. Po ataku wojsk niemieckich na ZSRR 22 czerwca 1941 r., wstąpił ochotniczo w listopadzie tego roku do Wehrmachtu i został wysłany na front wschodni. Służył jako rezydent Abwehrstelle „Południowa Ukraina” z siedzibą w okupowanej Odessie. Od jesieni 1942 r. był współpracownikiem Abwehrstelle „Krym”. Po zakończeniu wojny wyemigrował do USA.